# Zugerland
Das Zugerland ist ein Einkaufscenter in der Gemeinde Steinhausen im Kanton Zug.

## Angebot
Das Einkaufscenter wurde am 28. September 1979 eröffnet. Ab September 2005 wurde das Center während einer zweijährigen Umbauzeit von 10'000 m² auf 22'000 m² Verkaufsfläche vergrössert. Damit ist das Zugerland das drittgrösste Einkaufscenter in der Zentralschweiz. Die Bauherrin war die Genossenschaft Migros Luzern. Der erzielte Jahresumsatz im Jahr 2011 betrug 218,5 Mio. Franken. Im Jahr 2010 erreichte das Zugerland den 12. Platz in der GfK Hitliste der grössten Shopping-Center (nach Umsatz) der Schweiz. Im Jahr 2011 konnte sich das Zugerland steigern und erreichte Platz 10 in der GfK Hitliste.
Nebst der grössten Migros (MMM) der Zentralschweiz sind weitere 50 Geschäfte unter einem Dach vereint. 
Das Zugerland setzt auf Nachhaltigkeit. So verfügt das Center über die grösste Wertstoffsammelstelle im Kanton Zug. Auf einer Fläche von rund 350 m² werden diverse Recyclinggüter gesammelt. Auf dem Flachdach wachsen auf ca. 4'000 m² Gräser und Blumen. Durch die Begrünung des Flachdachs kann das Dachwasser auf natürliche Art versickern. Seit Oktober 2014 greift das Zugerland auf Solarenergie zurück, die durch die Photovoltaikanlage auf dem Flachdach erzeugt wird. Im Parkhaus Nord stehen vier Ladestationen für Elektroautos und im Erdgeschoss acht Ladestationen für E-Bikes kostenlos zur Verfügung. Im Frühling 2015 wurde auf dem Zugerland Areal ein ca. 340 m² grosses Wildbienenparadies errichtet.

## Erschliessung
Das Zugerland liegt in der Nähe eines Autobahnanschlusses. Für die Erschliessung per Bus der Zugerland Verkehrsbetriebe Linien 6 und 16 (Ende 2023 umbenannt in 606 und 616) wurde ein Busbahnhof erstellt. Die Bushaltestelle Steinhausen Einkaufszentrum Zugerland befindet sich direkt hinter dem Einkaufscenter. Vom S-Bahnhof Steinhausen und von der Bushaltestelle 'Rigiweg' her (Linie 636) besteht zudem eine direkte Unterführung zum Einkaufscenter.

## Zahlen und Fakten
- Verkaufsfläche: 22'712 m²
- Parkplätze: 1'056
- Velo und Mofa Parkplätze: 300
- Mitarbeitende: ca. 630
- Kinderparadies
- 51 Geschäfte
- 3 Ebenen